# ولوتهور
ولوتهور (به انگلیسی: Veluthur) یک روستا در هند است و در Thrissur district واقع شده‌است.

## خصوصیات
ولوتهور ۷٬۸۹۴ نفر جمعیت دارد.